# Estádio Francisco Franco
O Estádio Francisco Franco é um estádio de futebol localizado na cidade de Rancharia, no estado de São Paulo.
Com capacidade para 4.644 pessoas, em laudo de 2018 teve a capacidade para 3 mil pessoas, devido a problemas com parte da arquibancada.
Inaugurado em 20 de janeiro de 1943, é um dos estádios mais antigos do Oeste Paulista dos que estão em atividade.

## História
É palco de jogos da equipe profissional da Ranchariense desde 1978.
A última competição federada recebida pelo Francisco Franco foi em 2008, quando a equipe de Rancharia disputou a Segundona, em que caiu na segunda fase.